# Joan de Jerusalem (escriptor)
Joan de Jerusalem fou un escriptor eclesiàstic romà d'Orient, que va escriure sobre la controvèrsia iconoclasta. Es conserven alguns escrits sota el seu nom, però res se sap de la seva personalitat. Els escrits semblen ser del segle viii, excepte el primer que no està datat i podria ser d'un Joan de Jerusalem diferent. Els escrits són:
1. Ἰωάννου εὐλαβεδτάτου τοῦ Ἱεροσολυμίτου μοναχοῦ Διήγησις, Joannis Hierosolymitani reverendissimi Monachi Narratio
2. Δτάλογος δτηλιτευτικὸς γενόμενος παρὰ πιδτῶν καὶ ᾿ορθοδόξων καὶ πόθον καὶ ζῆλον ἐχόντων πρὸς ἔλεγχον τῶν ἐναντίων τῆς πίδτεως καὶ τῆς διδασκαλίας τῶν άγίων καὶ ὀρθοδόξων ἡμῶν πατέρων, Disceptatio invectiva quae habita est a Fidelibus et Orthodoxis, Studiumque ac Zelum habentibus ad confutandos adversarios Fidei atque Doctrinae sanctorum orthodoxorumque Patrum nostrorumn
3. Ιωάννον μοναχοῦ καὶ πρεδβυτέρου τοῦ Δαμαδκηνοῦ λόγος ἀποδεικτικὸς περὶ τῶν ἁγίων καὶ δεπτῶν εἰκόνων, πρὸς πάντας Χριδτιανοὺς καὶ πρὸς τὸν βαδιλέα Κωνδταντῖνον τὸν Καβαλῖνον καὶ πρὸς πάντας αἱρετικούς, Joannis Damasceni Monachi ac Presbyteri Oratio demonstrativa de sacris ac venerandis Imaginibus, ad Christianos omnes, adversusque Imperatorem Constantinum Cabalinum. També publicada sota el nom de Ἐπιδτολὴ Ἰωάννου Ἱεροδολύμων ἀρχιεπιδκόπου, κ. τ. λ, Epistola Joannis Hierosolymitani Archiepiscopi, &c[1]